# 亳州市博物馆
亳州市博物馆（简称亳州博物馆）是位于中华人民共和国安徽省亳州市谯城区的一座博物馆，成立于1959年10月1日。博物馆占地面积2.5万平方米，建筑面积5,200平方米，室内陈列面积2,800平方米，主要展示亳州文化相关历史展览。
2020年12月，中国博物馆协会核定为第四批国家二级博物馆。